# Kaahlender
Kaahlender är svenska soulartisten Kaahs debutalbum. Det släpptes under 1998 och är producerat av Christian Falk.

## Låtlista
1. "Mad ångest"
2. "Förlåt fast försent"
3. "Kompissång"
4. "Folk som dör"
5. "Visa sig"
6. "Honey Hallelulia"
7. "Balladen om Claudia"